# Victoria International 1999
Die Victoria International 1999 im Badminton fanden im November 1999 statt.

## Sieger und Platzierte
| Disziplin    | Gold                              | Silber                        | Bronze                             |
| ------------ | --------------------------------- | ----------------------------- | ---------------------------------- |
| Herreneinzel | Ng Wei                            | Tam Kai Chuen                 | Nathan Malpass                     |
| Herreneinzel | Ng Wei                            | Tam Kai Chuen                 | Hidetaka Yamada                    |
| Dameneinzel  | Ling Wan Ting                     | Louisa Koon Wai Chee          | Lenny Permana                      |
| Dameneinzel  | Ling Wan Ting                     | Louisa Koon Wai Chee          | Kellie Lucas                       |
| Herrendoppel | Ma Che Kong Yau Tsz Yuk           | David Bamford Peter Blackburn | Kazuhiro Honda Akihiro Imai        |
| Herrendoppel | Ma Che Kong Yau Tsz Yuk           | David Bamford Peter Blackburn | Geoffrey Bellingham Daniel Shirley |
| Damendoppel  | Chan Mei Mei Louisa Koon Wai Chee | Rhonda Cator Amanda Hardy     | Tammy Jenkins Lianne Shirley       |
| Damendoppel  | Chan Mei Mei Louisa Koon Wai Chee | Rhonda Cator Amanda Hardy     | Rayoni Head Kate Wilson-Smith      |
| Mixed        | Peter Blackburn Rhonda Cator      | Daniel Shirley Tammy Jenkins  | Geoffrey Bellingham Lianne Shirley |
| Mixed        | Peter Blackburn Rhonda Cator      | Daniel Shirley Tammy Jenkins  | Stuart Brehaut Kate Wilson-Smith   |